# PGM .338
Le PGM 338 (aussi appelé PGM .338 Lapua-Magnum ou PGM .338 LM) est un fusil de précision français fabriqué en Haute-Savoie par la société PGM Précision. Il tire des munitions supersoniques de calibre .338 Lapua Magnum (8,59 × 70 mm) jusqu’à une distance effective de 1 400 m.
Le PGM 338 a été conçu pour accomplir des tirs antipersonnel à longue portée et remplir l’écart entre les armes en .308 Winchester (7,62 × 51 mm OTAN) plus légères — qui n'ont pas la puissance suffisante pour être employées efficacement à de longues distances — et les armes en .50 BMG (12,7 × 99 mm OTAN), plus puissantes mais qui sont lourdes et peu maniables (entre 15 et 20 kg).
Ce fusil a été conçu par Chris Movigliatti (lorsqu'il travaillait pour PGM) et est fabriqué exclusivement par PGM Précision en France.

## Caractéristiques

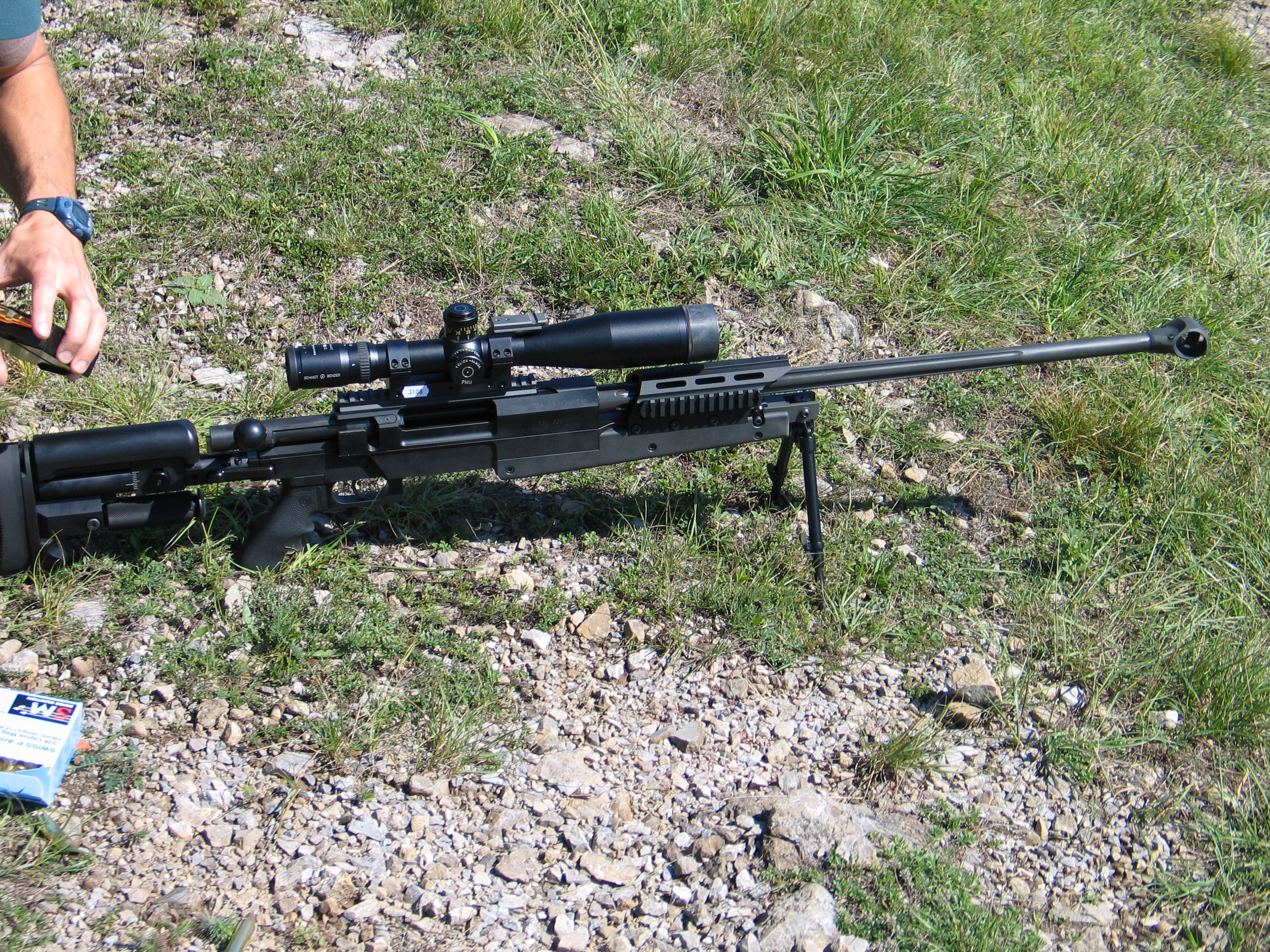
PGM 338 Lapua Magnum.

Comme son frère aîné le PGM Hécate II (50 BMG), le PGM 338 est structuré autour d'une poutre rigide centrale en métal, lui donnant son aspect squelettique pour minimiser la masse et pour simplifier l'entretien. Le récepteur est fait à partir d'alliage d'aluminium aviation de haute qualité 7075, alors que la culasse en acier à trois tenons de verrouillage se verrouille dans le prolongement du canon. La culasse est pourvue de trous d’évacuation des gaz. Le canon a été conçu par Lothar Walther, et est martelé à froid, il est de qualité match, flottant, profilé et cannelé (pour réduire la masse).
Les montures (poignée pistolet et fût) sont faites en polymères et sont montées sur l'armature. La crosse est faite en métal et sa plaque de couche est réglable pour s’adapter à la morphologie du tireur et ainsi en réduire les effets du recul. Cette crosse est également rabattable sur le côté gauche de l’arme pour en réduire l’encombrement lors du transport, elle est aussi équipée d’une béquille pour obtenir une position plus stable lors du tir. Le 338 est équipé d’un rail Picatinny, de sorte qu'il puisse être équipé d'un éventail d’optiques commerciales, de lunettes, d’intensificateur de lumière et d'autres composants. Il a également un ensemble d’organes de visée mécanique de secours.
Le prix de la cartouche est, en 2009, d'environ 5 € en manufacturé ou 1€ en rechargé.

## Utilisation
Le PGM 338 est prévu pour effectuer des tirs jusqu’à 1 400 m. Il est capable de faire des tirs avec une précision de 0,5 minute d'arc (MOA), avec des munitions adaptées et dans les mains d’un tireur confirmé.

## Utilisateurs
Le PGM 338 est en service dans les forces armées des pays suivants :
- Israël : utilisé par les Israel Special Forces (Sayeret)[4] ;
- Singapour : utilisé par les Singapore Armed Forces Commandos. Les forces armées de Singapour emploient le PGM Mini-Hécate comme arme principale de leurs unités de tireurs d'élite[5] ;
- Slovénie : utilisé par les Forces armées slovènes[6].

## Dérivée: la Mini-Hécate
Le PGM 338 a donné naissance à sa petite sœur la Mini-Hécate. Elle est issue d'un partenariat de PGM Précision avec Philippe Perotti. Elle dispose de nombreuses options ergonomiques telles qu'un bipied amovible en deux positions et une béquille de crosse amovible. 
Son chargeur peut contenir 5 cartouches. Les canons disponibles sont identiques ceux du PGM 338.
La carabine est disponible dans 5 calibres différents :
- 338 Lapua Magnum
- 338 Norma Magnum
- 300 Norma Magnum
- 300 PRC
- 375 Swiss P

### Note
1. ↑  Le PGM 338 est souvent aussi appelé « Mini-Hécate » sur les sites internet, mais le site du constructeur a toujours présenté le PGM 338 et le Mini-Hécate (et ensuite le Mini-Hécate 2) comme deux fusils distincts. Voir par exemple en bas de la page archivée « Accueil », sur pgmprecision.com, 2005 (version du 6 juillet 2007 sur Internet Archive).